# Wichayanee Pearklin
Wichayanee Pearklin (Nascida em Phatthalung, Tailândia, 11 de setembro de 1989)  é uma cantora e atriz tailandesa.

## Discografia

### Álbums
- GAM" (2008)[5]
- "Baby's Is you" (2011)[6]

## Filmografia
- Hua Ji Ploi Jon (2553)
- Club Friday The Series 2 (2556)
- Na Ruk (2557)
- Ngao Jai (2558)
- Ha in One (2558)
- Samsib Kham Lang Jaew'' (2560)